# Reinhard Fößmeier

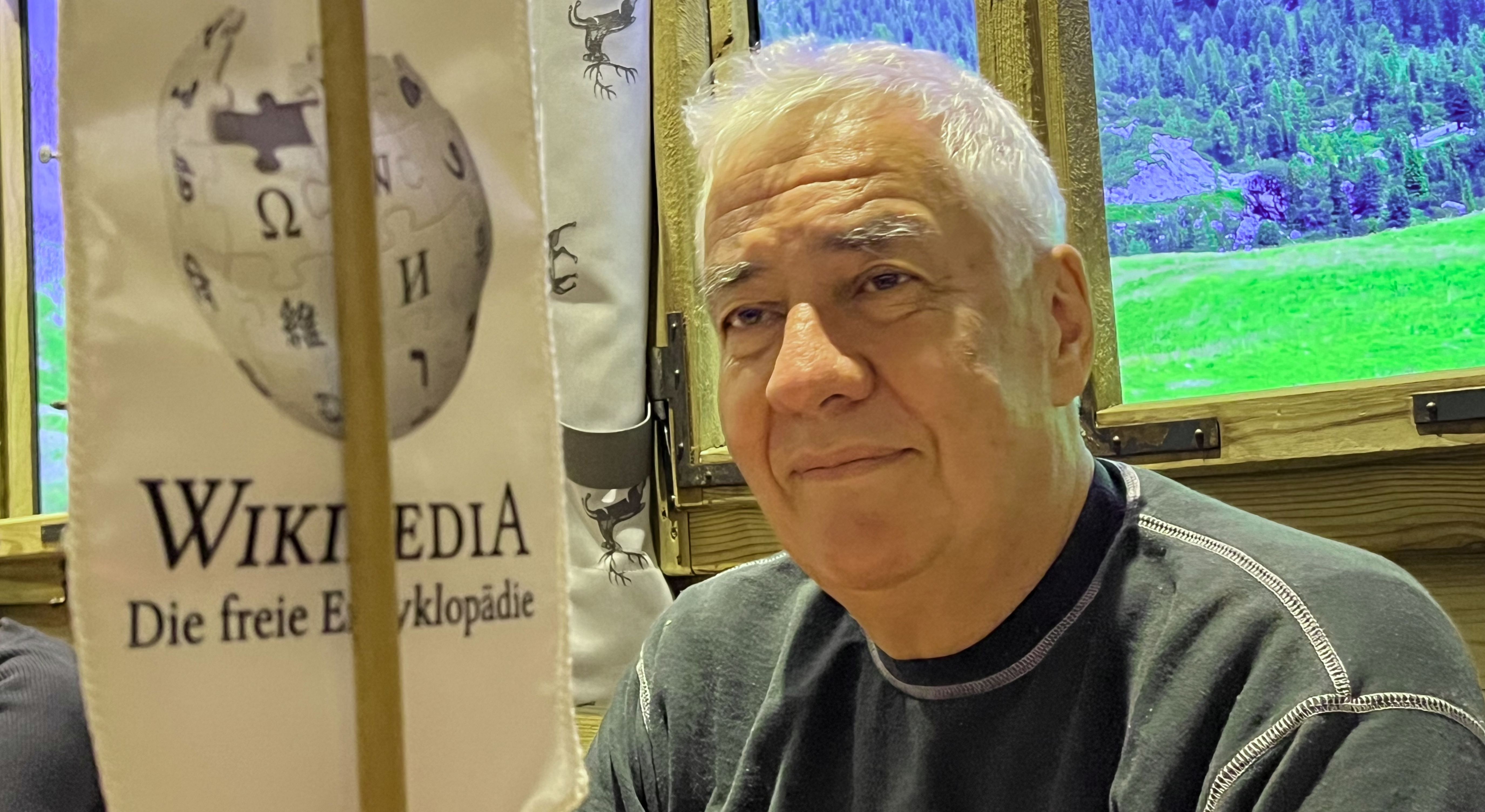
Reinhard Fößmeier (2024)

Reinhard Johann Wolfgang Fößmeier (* 11. April 1955 in Burghausen; † 5. November 2024) war ein deutscher Mathematiker und Informatiker. Er war zunächst als Wissenschaftler an Hochschulen, dann in der Privatwirtschaft tätig und arbeitete von 2015 bis 2021 als Freiberuflicher Berater.

## Herkunft und Ausbildung
Reinhard Fößmeier wuchs in Burghausen auf. Er besuchte dort das Kurfürst-Maximilian-Gymnasium und machte nach Überspringen der 12. Klasse 1973 das Abitur. Nach einem Industriepraktikum in Südafrika studierte er an der TU München und erwarb dort 1980 das Diplom in Mathematik mit Nebenfach Informatik. 1984 promovierte er bei Christoph Zenger über Numerische Mathematik.
Fößmeier sprach außer Deutsch (auch in der Ausprägung eines südostbairischen Dialekts) Esperanto (höhere Sprachprüfung des Deutschen Esperanto-Instituts), Englisch (Certificate of Proficiency in English), Französisch (TUM, Oberstufe Actualités), Italienisch, Niederländisch und Spanisch.
Auf Esperanto verwendete Fößmeier seinen Vornamen in der Form Renardo und schrieb seinen Nachnamen mit „ss“ statt mit „ß“.

## Beruflicher Werdegang
Von 1980 bis 1990 war Fößmeier zunächst an der Hochschule der Bundeswehr München und dann an der TU München als wissenschaftlicher Mitarbeiter tätig. 1990 arbeitete er am Sonderforschungsbereich 342 „Werkzeuge und Methoden zur Nutzung paralleler Rechnerarchitekturen“ mit.
1990 begann er als Software-Entwickler für die Firma iXOS GmbH (später IXOS AG) zu arbeiten und wurde dort Gruppenleiter und Versions-Manager. 2001 wechselte er als Chefberater zur Firma Softlab. 2015 machte er sich als freiberuflicher IT-Berater selbständig.
1988 wurde Fößmeier als Adjunkt an die Internationale Akademie der Wissenschaften (AIS) San Marino berufen; 1995 erhielt er den Rang eines Vollmitglieds und war dann bis 2015 Mitglied des akademischen Senats.  2003 wurde er von der Lucian-Blaga-Universität Hermannstadt zum profesor onorific für Informatik berufen und hielt dort bis 2019 Vorlesungen zu verschiedenen Informatik-Themen, zunächst auf Esperanto, später auf Deutsch.

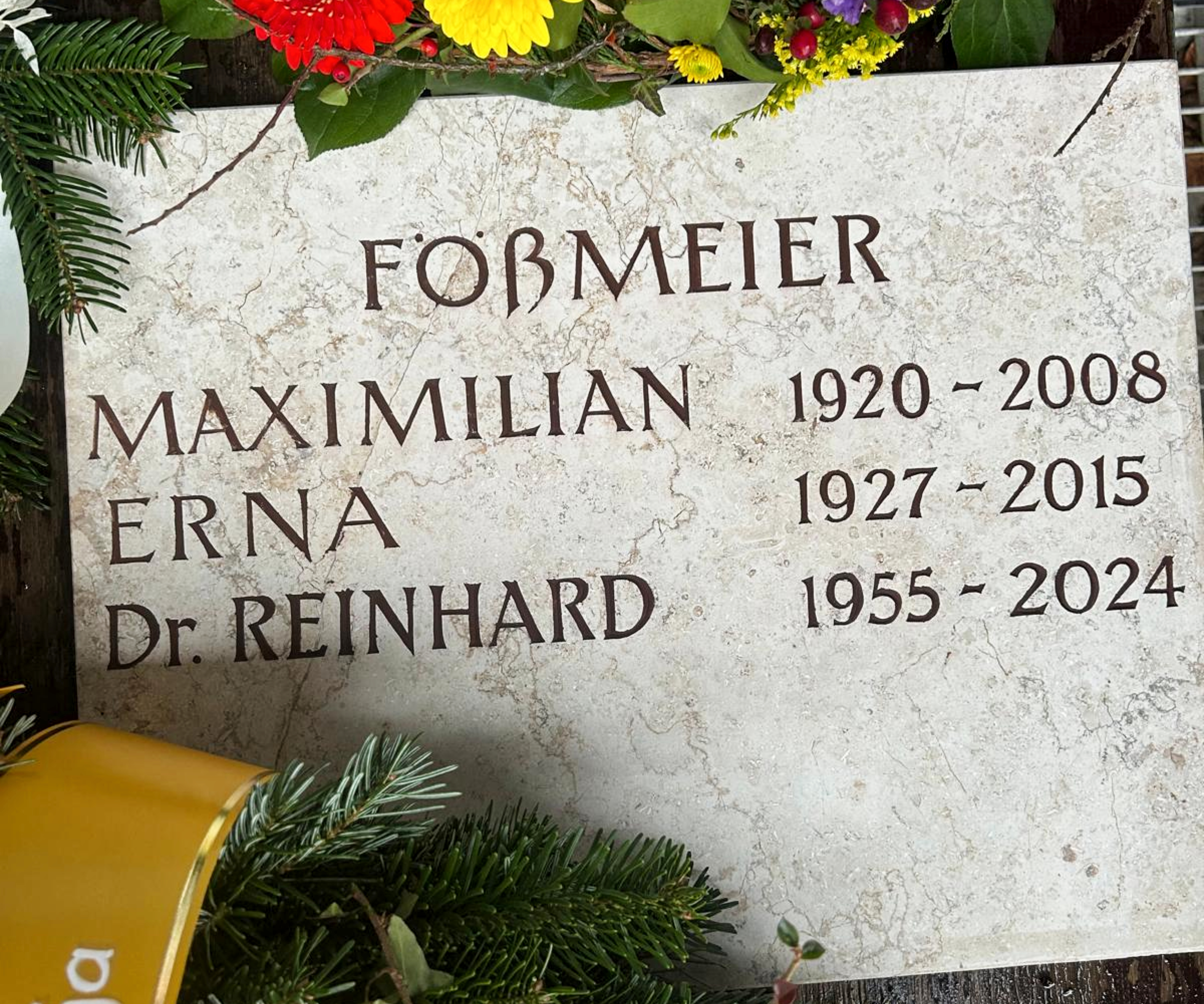
Grabplatte von Reinhard Fößmeier und seinen Eltern

Im Februar 2021 ging Fößmeier in den Ruhestand. Bereits seit 2005 war er ehrenamtlich in Wikipedia aktiv, unter dem Autoren-Namen Renardo la vulpo als Autor und Fotograf, und als Fördermitglied von WMDE. 2020 initiierte er zusammen mit der Münchner Wikipedia-Community die MUC-KulturTouren, eins der erfolgreichsten Kultur-Kooperationsprojekte der deutschen Wikipedia, wofür ihn die Wikipedia-Community im Rahmen der Wiki-Eulen-Nominierung ehrte  sowie in einem Nachruf seiner gedachte. Reinhard Fößmeier starb am 5. November 2024.

## Publikationen

### Wissenschaft und Technik
Außer wissenschaftlichen Artikeln im Rahmen seiner Forschungstätigkeit an der TU München veröffentlichte Fößmeier auch technische Arbeiten aus der Informatik, darunter das Buch Die Schnittstellen von UNIX-Programmen. Er arbeitete daran, den Prozess der Software-Entwicklung formal zu unterstützen, etwa durch die Quantifizierung und Messung der Kohäsion von Programmen auf der Basis eines geeignet definierten Lokalitätsmaßes.
Infolge seiner Spezialisierung auf Entwurf und Realisierung verteilter Netz-Anwendungen veröffentlichte Fößmeier auch technische Artikel zu Aspekten dieses Gebiets, zum Beispiel zur latenz-orientierten Optimierung, zur Internationalisierung von Anwendungen, zur Authentifizierung und zum Lernverhalten verteilter Anwendungen. Diese Artikel waren überwiegend durch Erfahrungen aus der Praxis motiviert.

### Übersetzungen
1984 übersetzte Fößmeier das Buch The 8087 Primer von John F. Palmer und Stephen P. Morse ins Deutsche. 1996 arbeitete er an der Esperanto-Übersetzung von Harry Harrisons SF-Roman A Stainless Steel Rat is Born mit. 2013 übersetzte er für die Esperanto-Ausgabe von Arthur Conan Doyles The adventures of Sherlock Holmes zwei Kurzgeschichten ins Esperanto.

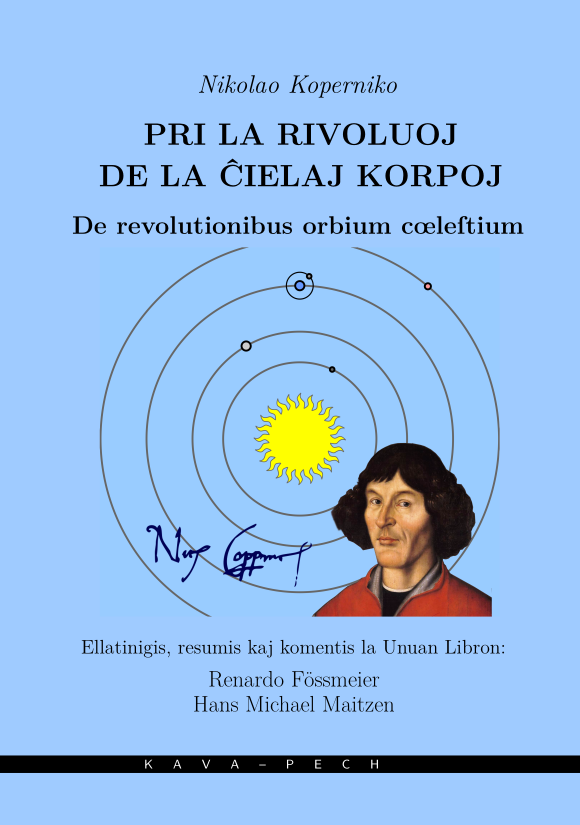
Kopernikus-Übersetzung

Zusammen mit Hans Michael Maitzen veröffentlichte Fößmeier kommentierte Esperanto-Übersetzungen der Bulle Inter gravissimas (Papst Gregor XIII.), des Artikels Reise eines deutschen Professors ins Eldorado von Ludwig Boltzmann und des ersten Buches von Nikolaus Kopernikus’ Hauptwerk De revolutionibus orbium coelestium. 2014 gewann er mit einer Esperanto-Übersetzung von O. Henrys Kurzgeschichte The roads we take einen Preis des Literaturwettbewerbs Liro-2014 der Zeitschrift La Ondo de Esperanto.

### Liste (Auswahl)

#### In Buchform
- R. Fößmeier: Die Schnittstellen von UNIX-Programmen. Reihe „Informationstechnik und Datenverarbeitung“. Springer-Verlag, Heidelberg 1991, ISBN 978-3-540-53521-8 (152 S.).
- Harry Harrison: naskiĝo de la rustimuna ŝtalrato. A Stainless Steel Rat is Born. Übersetzung: Reinhard Fössmeier, Edmund Grimley Evans, Rob Helm, Konrad Hinsen, Pierre Jelenc, Jorge Llambías, Kevin Schoedel, Mark Weddell. Verlag Sezono. 1996.
- Helmar G. Frank, Reinhard Fössmeier: AIS, La Akademio Internacia de la Sciencoj San Marino, Die Internationale Akademie der Wissenschaften San Marino. Akademia Libroservo, Institut für Kybernetik Berlin & Paderborn, 2000.[8]
- Arthur Conan Doyle. La aventuroj de Ŝerloko Holmso.  The Adventures of Sherlock Holmes. Serio Mondliteraturo; volumo 18. Verlag Sezono. 2013. Übersetzer: István Ertl, Hoss Firooznia, Reinhard Fössmeier, Edmund Grimley Evans, Paul Gubbins, Sten Johansson, Trevor Steele, Russ Williams.
- Renardo Fössmeier, Hans Michael Maitzen: La gregoria kalendara reformo. Verlag Kava-Pech, 2019, 28 S.
- Ludwig Boltzmann: Vojaĝo de germana profesoro al Eldorado. Kun komentoj de Hans Michael Maitzen kaj Renardo Fössmeier. Original: Reise eines deutschen Professors ins Eldorado. Verlag Kava-Pech, 2021, 92 S., ISBN 978-80-88326-19-9.[17]
- Nikolao Koperniko, Renardo Fössmeier, Hans Michael Maitzen: Pri la rivoluoj de la ĉielaj korpoj (De revolutionibus orbium coelestium). Verlag Kava-Pech, 2024, 112 S., ISBN 978-80-88326-47-2.

#### Artikel und Tagungsbeiträge
- R. Fößmeier: Differenzenverfahren hoher Ordnung für elliptische Randwertprobleme mit gekrümmten Rändern. Technische Universität München, Institut für Informatik, TUM-I8411, Oktober 1984.
- R. Fößmeier: Richardson-Extrapolation von unvollständig bekannten Gitterfunktionen. DMV-Tagung 1984.
- R. Fößmeier: Animating Matrix Algorithms. Comput. & Graphics, Band 11, Nr. 3, 309–311, 1987.
- R. Fößmeier, U. Rüde: Operating System Support for Parallel Numerical Software Development. Technische Universität München, Institut für Informatik, TUM-I8712, Oktober 1987.
- R. Fößmeier: Objektorientiertheit auf UNIX-Kommandoebene. GUUG-Nachrichten, Nr. 13, 28–35, April 1988.
- Ch. Zenger, R. Fößmeier, U. Rüde: Betriebssystem- und Software-Engineering-Aspekte bei parallelen Algorithmen. Kerntechnik, Band 52, Nr. 2, 120–125, Juni 1988.
- R. Fößmeier: On Richardson extrapolation for finite difference methods. Numerische Mathematik 55, 451–462, 1989.
- R. Fößmeier: Deskripto de aproksimaĵoj kiel abstraktaj komputo–strukturoj laŭ la ekzemplo de la reelaj nombroj / Beschreibung von Approximationen als abstrakte Rechenstrukturen am Beispiel der reellen Zahlen. Habilitationsschrift, AIS San Marino, München 1989.
- R. Fößmeier: Die Rolle der Lastverteilung bei der numerischen Parallelprogrammierung. Technische Universität München, Institut für Informatik, SFB-Bericht Nr. 342/2/90 A, TUM-I9005, Februar 1990.[6]
- R. Fößmeier: X bitmaps in TeX. TUGboat 12 (1991), 2, 229–232.
- R. Fößmeier: Pri intersubjekteco en la scienco. Grundlagenstudien aus Kybernetik und Geisteswissenschaft, Band 33, Heft 3, 133–139, 1992.
- R. Fößmeier: Pri resinkronigo en kodoj. Scienca Revuo, vol. 44 (1993)(2) – 163, 39–45.
- R. Fößmeier: Sicherheitsprobleme in elektronischen Archiven. Criminal Digest, 5/93, 99–106.
- R. Fößmeier: Elektronische Archivierung im Büro. Computer-Zeitung, Nr. 46, 47/1993.
- R. Fößmeier: Konstanter als „const“. Objektspektrum 5/94, 83–84.
- R. Fößmeier: Ansätze zu einem Lokalitätsmaß für Rechnerprogramme. In: G. Lobin et al: Europäische Kommunikationskybernetik heute und morgen. Kava-Pech, Dobrichovice 1998, 19–25.
- R. Fößmeier: Kohäsion als Leitlinie der Objektorientierung. In: H.-J. Scheibl (Hrsg.): Software-Entwicklung – Methoden, Werkzeuge, Erfahrungen '99. 8. Kolloquium Software-Entwicklung. 20.–22. September 1999. Technische Akademie Esslingen in Zusammenarbeit mit der Gesellschaft für Informatik e. V.
- R. Fössmeier: Latenz-orientierte Optimierung von WWW-Anwendungen. In: Man in the knowledge-based organization. 11-th international conference, Sibiu, 23–25 November, 2006. Vol. 9. Land Forces Academy Publishing House, Sibiu, 2006. 248–254.
- R. Fössmeier: Latenz und Wartezeiten bei WWW-Anwendungen. Grundlagenstudien aus Kybernetik und Geisteswissenschaft, Band 52, Heft 1, 24–37, März 2011.
- Reinhard Fössmeier: Disaster fail-over for computer applications: The role of orthogonal resources. 6th International Conference World and Homeland Security. Brno 2010.